# (189150) 2002 HV7
(189150) 2002 HV7 es un asteroide perteneciente al cinturón de asteroides, región del sistema solar que se encuentra entre las órbitas de Marte y Júpiter.
Fue descubierto el 20 de abril de 2002 por el equipo del proyecto Spacewatch desde el observatorio Nacional de Kitt Peak.

## Designación y nombre
Designado provisionalmente como 2002 HV7.

## Características orbitales
(189150) 2002 HV7 está situado a una distancia media del Sol de 3,038 ua, pudiendo alejarse hasta 3,688 ua y acercarse hasta 2,389 ua. Su excentricidad es 0,214 y la inclinación orbital 5,024 grados. Emplea 1934,44 días en completar una órbita alrededor del Sol.
Los próximos acercamientos a la órbita de Júpiter ocurrirán el 13 de junio de 2058, el 2 de agosto de 2067 y el 5 de junio de 2115.

## Características físicas
La magnitud absoluta de (189150) 2002 HV7  es 15,96.